# غالي (مغن راب)
غالي عمدوني (مواليد 21 مايو 1993) ويعرف باسم غالي هو رابر ومنتج أغاني إيطالي. ولد في ميلان لأبوين من تونس.

## وصلات خارجية
- tunisia على موقع IMDb (الإنجليزية)
- tunisia على موقع ميوزك برينز (الإنجليزية)
- tunisia على موقع أول ميوزيك (الإنجليزية)
- tunisia على موقع ديسكوغز (الإنجليزية)
- tunisia على موقع قاعدة بيانات الفيلم (الإنجليزية)